# Parsons (Virgínia de l'Oest)
Parsons és una població dels Estats Units a l'estat de Virgínia de l'Oest. Segons el cens del 2000 tenia 1.463 habitants.

## Demografia
Segons el cens del 2000, Parsons tenia 1.463 habitants, 642 habitatges, i 426 famílies. La densitat de població era de 513,5 habitants per km².
Dels 642 habitatges en un 27,4% hi vivien nens de menys de 18 anys, en un 52,5% hi vivien parelles casades, en un 10,3% dones solteres, i en un 33,5% no eren unitats familiars. En el 29,9% dels habitatges hi vivien persones soles el 14,5% de les quals corresponia a persones de 65 anys o més que vivien soles. El nombre mitjà de persones vivint en cada habitatge era de 2,28 i el nombre mitjà de persones que vivien en cada família era de 2,82.
Per edats la població es repartia de la següent manera: un 22,4% tenia menys de 18 anys, un 6,7% entre 18 i 24, un 27,8% entre 25 i 44, un 25,2% de 45 a 60 i un 18% 65 anys o més.
L'edat mediana era de 40 anys. Per cada 100 dones de 18 o més anys hi havia 86,8 homes.
La renda mediana per habitatge era de 26.424 $ i la renda mediana per família de 31.645 $. Els homes tenien una renda mediana de 22.331 $ mentre que les dones 20.069 $. La renda per capita de la població era de 16.565 $. Entorn del 16,1% de les famílies i el 18,7% de la població estaven per davall del llindar de pobresa.

## Poblacions més properes
El següent diagrama mostra les poblacions més properes.